# Stefanovo (distrikt i Bulgarien, Pernik)
Stefanovo (bulgariska: Стефаново) är ett distrikt i Bulgarien.   Det ligger i kommunen Obsjtina Radomir och regionen Pernik, i den västra delen av landet, 40 km sydväst om huvudstaden Sofia.
Trakten runt Stefanovo består i huvudsak av gräsmarker. Runt Stefanovo är det ganska glesbefolkat, med 45 invånare per kvadratkilometer.